# 092型原子力潜水艦
092型原子力潜水艦（長征6号級）は、中国人民解放軍海軍の原子力潜水艦。同海軍最初の第一世代原子力弾道ミサイル潜水艦 (SSBN) である。091型を元に、潜水艦発射弾道ミサイル発射筒12基を装備している。NATOコードネームは夏王朝に因んで夏級原子力潜水艦。

## 開発
1960年代後半、中国海軍は最初の原潜整備計画を展開し、建造されたのが091型原子力潜水艦であった。さらに1970年代後半には、弾道ミサイル原潜の整備が計画され、建造されたのが本型である。艦体は091型を元に、これを拡張して弾道ミサイルを搭載可能なように改設計された。司令塔より後方の艦体が膨らんでおり、ミサイル発射筒搭載部となっている。
1番艦は1978年に起工し、1981年に進水。1983年には、正式に中国人民解放軍海軍の艦船として登録される。1985年に実施された、初のJL-1の弾道ミサイル水中発射実験を行ったが、これは失敗に終わっている。1987年に406号艦（長征6号）1隻のみが就役した。

## 兵装
弾道ミサイル
本型は、潜水艦発射型弾道ミサイル「巨浪一号 (JL-1)」 (核弾頭250 – 500キロトン、必中半径600 m、発射重量14,700 kg、最大射程2,150 – 2,500 km）12基を、潜航状態で発射可能である。このミサイルは、陸上発射型中距離弾道ミサイル「東風二一号 (DF-21)」 とほぼ同一である。東風二一号は開発計画当初から陸海共用弾道ミサイルとして設計されており、巨浪一号はその改造型である。
射程が短いJL-1ミサイルではアメリカ合衆国に対する戦略的核戦力としては不充分であるため、後に射程延伸型のJL-1A（最大射程3,000 – 4,000 km）に置換された。さらに、射程が8,000 km以上に延伸された巨浪二号 (JL-2) が開発された。
魚雷
対艦・対潜用の自衛兵装として、艦首に533mm魚雷発射管を6門を装備している。
ソナー/音波兵器等
　　ソナーなどの音波兵器等は、フランスの技術援助により開発されたものを使用しており、音波探知機能は、これまでの中国海軍の潜水艦よりはるかに上回る性能を保有している。

## 運用
就役以来、放射能事故が頻発したため、10年近くドック入りしていた。2009年4月23日に行われた国際観艦式には登場した。ただし、アメリカ国防総省は、2008年以降の年次報告書において、その戦力状態には疑問を呈している。
北海艦隊に所属し、葫蘆島造船廠を拠点に渤海に展開している。性能的には太平洋へも出撃可能だが、中国の近海を離れての長期行動、外洋進出は1度も実施されていない。
通常、戦略核抑止力として常続的な哨戒活動を行うには補給や保守・整備のため寄港・ドック入りの必要があり、3 – 4隻程度を保有しローテーションさせることが必要とされる。しかし、本級の就役は1隻のみであり、過去には他のSSBNも保有していなかったため、戦略核抑止力としては不十分であった。本型の後継艦として、現在、094型が整備中である。094型では新開発のJL-2（巨浪二型）ミサイルが搭載されている。

## 諸元
| 艦号  | 艦名    | 建造工廠   | 起工   | 進水   | 就役   | 退役 | 所属艦隊 |
| ----- | ------- | ---------- | ------ | ------ | ------ | ---- | -------- |
| 406号 | 長征6号 | 渤海造船廠 | 1978年 | 1981年 | 1983年 | 現役 | 北海艦隊 |